# 福島県立郡山北工業高等学校
福島県立郡山北工業高等学校（ふくしまけんりつ こおりやまきたこうぎょう こうとうがっこう）は、福島県郡山市八山田にある県立の高等学校。通称は「北工（きたこう）」。

## 概要
歴史
1977年（昭和52年）4月1日に福島県立郡山工業高等学校と福島県立郡山西工業高等学校の2校が統合して開校した。2016年（平成28年）に創立40周年を迎えた。
設置課程・学科
全日制課程 6学科
- 機械科
- 電気科
- 電子科
- 情報技術科
- 建築科
- 化学工学科

校訓
「調和・創造・特色」
校歌
作詞は安西金造、作曲は岩井直溥による。歌詞は3番まであり、各番に校名の「郡山北工業高等学校」が登場する。

## 沿革

### 旧・福島県立郡山工業高等学校
- 1944年（昭和19年）4月1日 - 教育ニ関スル戦時非常措置方策により、福島県郡山商業学校が「福島県郡山工業学校」（郡山市立）に転換。
  - 機械科（定員50）、工業化学科（定員100）を設置。
- 1946年（昭和21年）4月1日 - 終戦により商業科が復活し「福島県郡山商工学校」に改称。機械科（定員50）、商業科（定員100）を設置し、修業年限を5年とする。
- 1947年（昭和22年）3月31日 - 商業科が福島県に移管され、福島県立郡山商業学校となる。工業科は郡山市立のまま独立し、「福島県郡山工業学校」に（再）改称。
  - 校舎は商業学校との共用を継続。
- 1948年（昭和23年）4月1日 - 学制改革により、工業学校が廃止され、新制高等学校「福島県郡山工業高等学校」（郡山市立）が発足。
  - 通常制工業課程（全日制課程工業科）機械科を設置。修業年限を3年とする。
- 1949年（昭和24年）7月10日 - 桃見台17番地に新校舎が完成し移転を完了。商業高等学校との併設（共用）を解消。
- 1950年（昭和25年）4月1日 - 建築科を新設。2学科体制となる。
- 1954年（昭和29年）4月1日 - 福島県に移管され、「福島県立郡山工業高等学校」に改称。
- 1957年（昭和32年）4月1日 - 電気科を新設。3学科体制となる。
- 1959年（昭和34年）4月1日 - 全日制課程に電子工業科を新設。定時制課程（夜間）産業科（修業年限4年）、別科産業科、別科機械科（修業年限2年）を新設。
- 1961年（昭和36年）3月31日 - 別科産業科の募集を停止。
- 1963年（昭和38年）4月1日 - 定時制課程に電気科と産業科（電気工事士コース）を新設。
- 1965年（昭和40年）4月1日 - 定時制課程に建設科を新設。
- 1966年（昭和41年）4月1日 - 電子工業科を電子科に改称。
- 1968年（昭和43年）4月1日 - 日本放送協会学園高等学校（現在のNHK学園高等学校）、福島県立福島中央高等学校の通信教育協力校となる。
- 1969年（昭和44年）3月27日 - 東北鉄道学園（後のJR東日本仙台研修センター）[1]郡山工場分所との技能連携が認可される。
- 1970年（昭和45年）3月31日 - 産業科の募集を停止。
- 1975年（昭和50年）9月9日 - 福島県教育委員会により、福島県立郡山西工業高等学校との統合移転計画が発表される。
- 1977年（昭和52年）
  - 3月31日 - 定時制課程の建築科の募集を停止。統合により廃止。
  - 4月1日 - 福島県立郡山西工業高等学校と統合し、「福島県立郡山北工業高等学校」となる。
    - 統合校舎完成までの間、「桃見台校舎」として校舎等の施設は使用を継続される。

  - この頃 - 福島県立安積第二高等学校が移転してくる。
- 1979年（昭和54年）3月31日 - 工業高等学校の校舎としての使用が終了。

### 旧・福島県立郡山西工業高等学校
- 1963年（昭和38年）
  - 2月4日 - 「福島県立県南工業高等学校」（仮称）開設準備事務所が設置され事務を開始。大槻町字上篠林地内を校地に決定。
  - 3月5日 - 校舎完成前の間、郡山市立芳山小学校旧校舎（東校舎（12教室））の仮校舎使用を決定。
  - 4月1日 - 「福島県立郡山西工業高等学校」が開校。全日制課程3学科（機械科・電気科・化学工学科）を設置。
- 1964年（昭和39年）3月9日 - 新校舎が完成し、移転を完了。
- 1975年（昭和50年）9月9日 - 福島県教育委員会により、福島県立郡山工業高等学校との統合移転計画が発表される。
- 1977年（昭和52年）4月1日 - 福島県立郡山工業高等学校と統合し、「福島県立郡山北工業高等学校」となる。
  - 統合校舎完成までの間、「大槻校舎」として校舎等の施設は使用を継続される。
  - 大槻校舎には福島県立郡山高等学校（全日制課程普通科）が新設され、当面の間併設の形をとる。
- 1978年（昭和53年）3月31日 - 工業高等学校の校舎としての使用を終了し、校舎等の施設がすべて福島県立郡山高等学校に移管される。

### 統合後・福島県立郡山北工業高等学校
- 1977年（昭和52年）
  - 3月31日 - 富久山町八山田地区内に統合県立工業高等学校校舎の第1期工事（普通教室18室・産振施設）が完成。
  - 4月1日 - 「福島県立郡山北工業高等学校」が開校。
    - 全日制課程6学科（機械科・電気科・電子科・情報技術科・建築科・化学工学科）、定時制課程2学科（機械科・電気科）を設置。
    - 校舎は当面の間、桃見台（旧・郡山工業）・八山田（新校舎）・大槻（旧・郡山西工業）の3校舎体制とする。桃見台校舎を本部とする。

  - 5月4日 - 開校記念式典を挙行。11月17日 - 校歌を制定。12月24日 - 体育館が完成。
- 1978年（昭和53年）
  - 2月20日 - 卒業記念品として校歌碑が完成。3月15日 - 新校舎（第2期工事）が完成。
  - 3月31日 - 大槻校舎が廃止され、八山田と桃見台の2校舎体制となる。八山田校舎を本部とする。
  - 8月 - 野球部、第60回全国高等学校野球選手権大会（夏の甲子園大会）出場。
- 1979年（昭和54年）
  - 3月26日 - 新校舎（第3期工事）が完成。
  - 3月31日 - 桃見台校舎が廃止され、八山田校舎に移転統合を完了。
  - 8月20日 - プールが完成。8月25日 - 校舎（第4期工事）が完成。
- 1980年（昭和55年）
  - 2月25日 - 第4期産振棟工事が完成。
  - 2月29日 - 定時制課程のために夜間照明設備を設置。
  - 10月29日 - 柔剣道場が完成。
  - 11月8日 - 第1回「北嶺祭」（学校祭）を開催。
  - 12月19日 - 同窓会館が完成。
- 1985年（昭和60年）3月7日 - 第二体育館が完成。
- 1986年（昭和61年）4月1日 - 部室が完成。
- 1987年（昭和62年）
  - 1月 - サッカー部、全国高等学校サッカー選手権大会出場。3月27日 - 校門が完成。
- 1988年（昭和63年）4月1日 - 定時制課程の機械科と電気科の募集を停止し、工業科を設置。
- 1990年（平成2年）
  - 2月6日 - 北門が完成。10月19日 - 西門が完成。
- 1993年（平成5年）8月16日 - トレーニングセンターが完成。
- 1994年（平成6年）3月17日 - 家庭総合実習室が完成。
- 1995年（平成7年）
  - 4月1日 - 環境システム科を新設。10月25日 - 創立20周年を記念して、旧・郡山工業高等学校、旧・郡山西工業高等学校の校碑を校地内に移設。
- 1999年（平成11年）4月1日 - 定時制課程において工業科の募集を停止し、普通科を設置。
- 2001年（平成13年）4月1日 - 電気科の募集定員を減じる。定時制課程普通科を福島県立郡山萌世高等学校に移転。
- 2002年（平成14年）3月31日 - 定時制課程を廃止。
- 2003年（平成15年）4月1日 - 化学工学科の募集定員を減じる。
- 2008年（平成20年）4月1日 - 環境システム科の募集を停止。
- 2009年（平成21年）
  - 4月1日 - 同窓会館を北嶺会館と改称。同年 - 第67回全国学生児童発明工夫展　恩賜記念賞受賞
- 2010年（平成23年）
  - 4月1日 - 環境システム科を廃止。
  - 第68回全国学生児童発明工夫展　内閣総理大臣賞受賞
  - 第6回世界青少年発明展(IEYI2010)　WIPO賞(最高賞)受賞
  - 第8回 高校生技術・アイディアコンテスト全国大会　理事長特別賞
- 2012年（平成24年）
  - 国際ナノ・マイクロアプリケーション コンテスト（iCAN'12）世界大会　Best Contribution受賞
  - 第9回 高校生技術・アイディアコンテスト全国大会　優秀賞
- 2013年（平成25年） - 国際ナノ・マイクロアプリケーション コンテスト（iCAN'13）世界大会　準グランプリ受賞
- 2014年（平成26年） - 国際ナノ・マイクロアプリケーション コンテスト（iCAN'14）世界大会　優勝（世界一）
- 2015年（平成27年）
  - 国際ナノ・マイクロアプリケーション コンテスト（iCAN'15）世界大会　Third Prize受賞
  - 12月 - ラグビー部、全国高等学校ラグビーフットボール大会出場。
- 2016年（平成28年）
  - 国際ナノ・マイクロアプリケーション コンテスト（iCAN'16）世界大会　Third Prize受賞
  - 10月 - 創立40周年記念式典を挙行
  - 12月 - ラグビー部、全国高等学校ラグビーフットボール大会出場。

## 進路
- 4年制大学への進学は工業系学科への進学者が多く、特に地元郡山市内に所在する日本大学工学部への進学者が例年30名前後いる。
- 国公立大学では会津大学や山形大学工学部への進学者が出ている。

## 部活動

### 体育部
- 野球部
- バレーボール部
- サッカー部
- ハンドボール部
- バスケットボール部
- 卓球部
- 柔道部
- 剣道部
- 弓道部
- バドミントン部
- 水泳部
- 山岳部
- 陸上競技部
- ソフトテニス部
- ソフトボール部
- ラグビー部
- スピードスケート部
- テニス部
- アイスホッケー愛好会

### 学芸部
- 吹奏楽部
- 美術部
- 英語部
- 囲碁・将棋部
- 自然科学部
- 電気部
- 電子部
- 写真部
- ギター部
- 化学部
- 機械部
- 建築部
- アニメーション部
- コンピュータ部
- 演劇愛好会

※コンピュータ部は国際ナノ・マイクロアプリケーションコンテストに5年連続で出場し、世界第1位・第2位の成績を収めている。

## アクセス
- JR東北本線・磐越西線・磐越東線・水郡線郡山駅より福島交通バス利用郡山北工業高校バス停下車
- JR磐越西線郡山富田駅より徒歩15分

## 著名な出身者
旧郡山工業高等学校
- 市川昭介 - 作曲家
- 斉藤暁 - 俳優
- 高野太郎 - ギタリスト・歌手
- 池田茂 - 元プロ野球選手・元大洋ホエールズ外野手
- 会田我路 - 写真家

旧郡山西工業高等学校
- 小熊正二 - 元プロボクサー

郡山北工業高等学校
- 日丸屋秀和 - 漫画家
- 植木安里紗 - タレント
- 弐瓶勉 - 漫画家
- 橋本まさを - お笑い芸人
- 熊倉允 - バレーボール選手